# Mel·lífer capnegre
El mel·lífer capnegre (Myzomela melanocephala) és un ocell de la família dels melifàgids (Meliphagidae).

## Hàbitat i distribució
Habita els boscos de les illes de Guadalcanal, Savu i Florida, a les Salomó.